# Jungfru Matilda
Jungfru Matilda (engelska: Nurse Matilda) är en barnboksserie skriven av Christianna Brand och illustrerad av hennes kusin och kollega Edward Ardizzone. Böckerna är baserade på berättelser som de båda kusinerna fick höra som barn.

## Handling
Matilda är en barnsköterska som passar herr och fru Browns barn. Mot slutet lär barnen sig uppföra sig bättre, och Matilda börjar då i stället arbeta i en annan familj.

## Filmatiseringar
Bokserien har filmatiserats som Nanny McPhee och Nanny McPhee och den magiska skrällen, båda gångerna med Emma Thompson i huvudrollen som Matilda (i filmerna omdöpt till Nanny McPhee).